# 名鉄DB50形ディーゼル機関車
名鉄DB50形ディーゼル機関車（めいてつDB50がたディーゼルきかんしゃ）は、かつて名古屋鉄道、名古屋臨海鉄道で運用されたディーゼル機関車である。
1輌（51）が運用されていた。

## 概要
1961年（昭和36年）に加藤製作所が製造した小型のディーゼル機関車である。日本通運の私有機で車籍は名古屋鉄道であった。
主に愛知県営側線で運用されたが、1965年（昭和40年）に愛知県営側線が名古屋臨海鉄道となると、車籍は名古屋鉄道から名古屋臨海鉄道に移り、汐見町線汐見町駅で入換業務を担当。1989年（平成元年）に廃車された。